# Tatiana Snejina
Tatiana Valeryevna Snejina (russe : Татьяна Валерьевна Снежина), née le 14 mai 1972 à Vorochilovgrad et morte le 21 août 1995 à Oblast de Novossibirsk, était une poétesse et auteur-compositeur-interprète russe. Son nom de famille d'origine est Petchionkina (russe : Печёнкина). Elle a écrit plus de 200 chansons qui ont été interprétées par elle-même et - après sa mort - par de nombreux artistes populaires russes.

## Enfance et jeunesse
Snejina est née à Vorochilovgrad le 14 mai 1972. Son père était un officier militaire. Sa mère était technologue à l'usine. Peu de temps après sa naissance, la famille a déménagé à Petropavlovsk-Kamtchatski, où Tatiana a fréquenté l'école no 4 et a commencé à étudier dans une école de musique locale. En 1981, la famille déménage à Moscou. Au cours de cette période, elle a commencé à interpréter des chansons qu’elle avait elle-même écrites. En 1992, la famille a déménagé à Novossibirsk. Tatiana s'est inscrite à l’institut de médecine de Novossibirsk.

## Carrière de chanteuse professionnel
En 1993, Tatiana a pris le pseudonyme de Snejina et a commencé à travailler sur son premier album "Вспомни со мной" (français : Souviens-toi avec moi) contenant 21 chansons écrites de sa plume. En 1994, elle s'est produite pour la première fois sur une scène du Théâtre d'État Estrada de Moscou. Elle a fait l'objet d'un reportage sur Radio Rossii.
Elle a rencontré Sergeï Bougaiov, producteur musical et directeur d'un studio d'enregistrement, et il est devenu son réalisateur. Bientôt, ils ont commencé une liaison. Ils prévoyaient de se marier le 13 septembre 1995.

## Décès
Tatiana Snejina et Sergeï Bougaiov sont morts dans un accident de la route au kilomètre 106 de l'autoroute R256, située dans le raïon de Tcherepanovskiï de l'oblast de Novossibirsk, le 21 août 1995.
Initialement, elle a été enterrée au cimetière Zaeltsovskoe à Novossibirsk, mais a ensuite été inhumée au cimetière Troïekourovskoïe de Moscou.

## Après la mort
En 1997, Alla Pougatcheva a interprété la chanson de Tatiana Snejina "Позови меня с собой" (français : Appelez-moi avec vous) au Slavianski bazar de Vitebsk, et c'est devenu un disque à succès. En 2015, les paroles de cette chanson ont pris la 23e place dans le top 100 des poèmes russes les plus célèbres de l'histoire.
À la fin des années 1990 et au début des années 2000, les chansons écrites par Tatiana Snejina ont été interprétées par de nombreux artistes célèbres, tels que Yossif Kobzon, Kristina Orbakaitė, Lolita Miliavskaïa, Mikhaïl Choufoutinski, Lada Dens, Lev Lechtchenko, Alisa Mon, Tatiana Boulanova, etc.

## Hommages

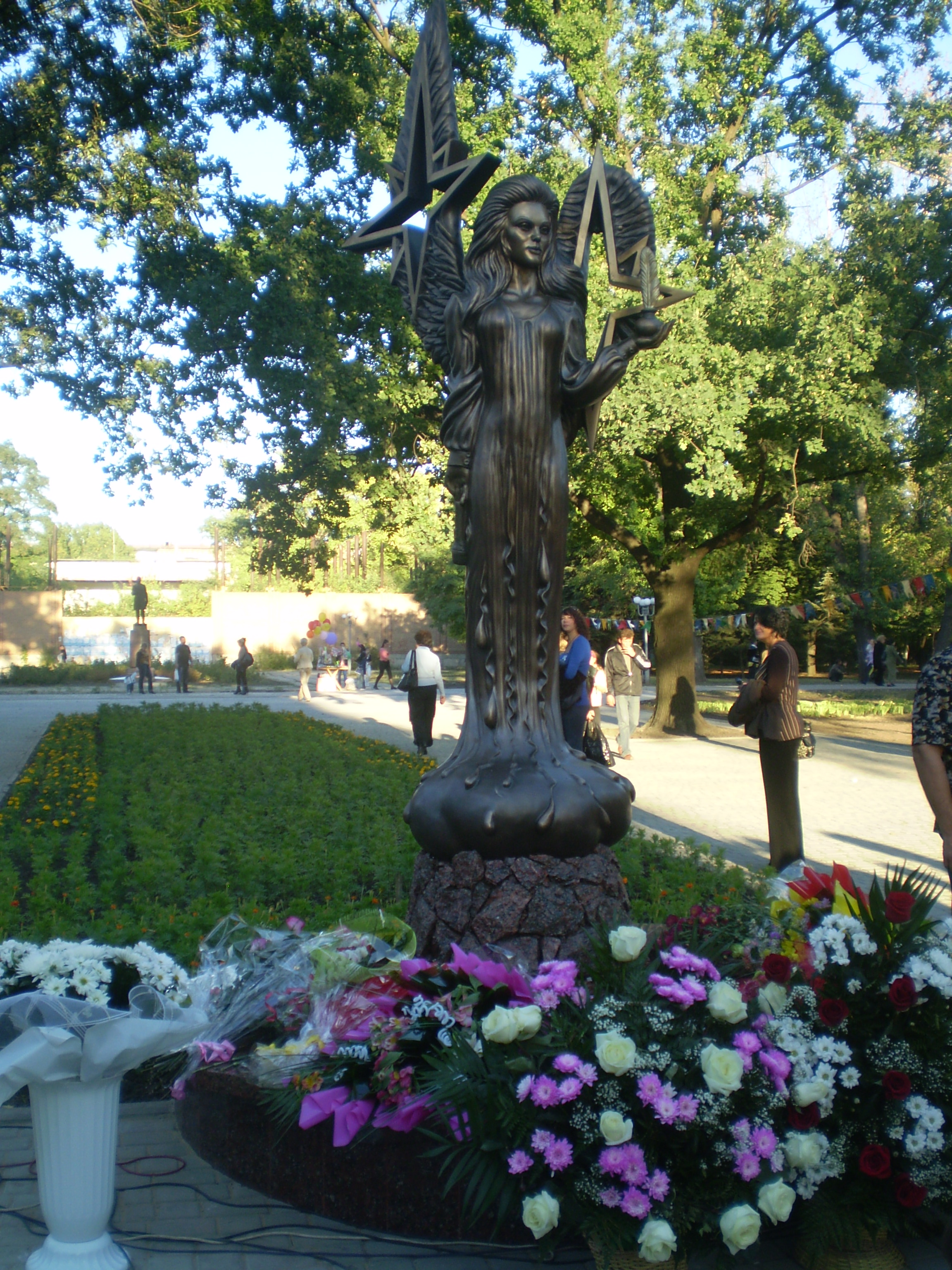
Le monument de Tatiana Snejina à Louhansk

- En 1998, l'un des sommets des montagnes de l'Altaï (44° 58' 30.313" N; 79° 19' 55.247" E) porte le nom de Tatiana Snejina.
- Depuis 2008, Novossibirsk organise chaque année un concours télévisé des jeunes interprètes de la chanson, nommé "Ordynka", dédié à la mémoire de Tatiana Snejina et Sergeï Bougaiov[4],[5].
- En 2010, le monument en bronze de Tatiana Snejina a été inauguré à Louhansk[6].
- En 2011, l'une des rues de Novossibirsk porte le nom de Tatiana Snejina[7].
- En 2013, le monument à Tatiana Snejina a été inauguré à Novossibirsk[8].